# Helmut Rohde
Pour les articles homonymes, voir Rohde.
Helmut Rohde, né le 9 novembre 1925 à Hanovre, et mort le 16 avril 2016, est un homme politique allemand, membre du Parti social-démocrate d'Allemagne (SPD) et ancien ministre fédéral de l'Éducation entre 1974 et 1978.

## Formation et carrière
Après ses études secondaires, il doit effectuer son service du travail, puis il est enrôlé dans la Wehrmacht et sert jusqu'à la fin de la Seconde Guerre mondiale. Fait prisonnier de guerre, il est libéré en 1947 et commence alors à travailler comme à travailler comme rédacteur à la Deutsche Presse-Agentur. Il renonce à cet emploi trois ans plus tard afin de reprendre ses études, obtenant son Abitur en 1953. Il est alors embauché comme attaché de presse au ministère des Affaires sociales du Land de Basse-Saxe et occupe ce poste jusqu'en 1957.

## Vie politique
Il adhère au SPD en 1945 et entre au Bundestag douze ans plus tard, comme député fédéral de Basse-Saxe. En 1969, il devient secrétaire d'État parlementaire au ministère fédéral du Travail et de l'Ordre social dans la première coalition sociale-libérale de Willy Brandt. À la suite de la démission de Brandt et son remplacement par le ministre fédéral des Finances, Helmut Schmidt, Helmut Rohde est nommé ministre fédéral de l'Éducation et de la Science le 16 mai 1974.
À ce poste, il échoue à faire adopter sa réforme de l'enseignement professionnel, ce qui le conduit à remettre sa démission au mois de février 1978. Le chancelier accède à sa requête le 16 du même mois, à l'occasion d'un important remaniement ministériel. Il est désigné un an plus tard vice-président du groupe SPD au Bundestag et le reste jusqu'aux élections de 1983. Il accomplit alors un dernier mandat de quatre ans, se retirant de la vie politique en 1987.